# Тагилстроевский район
Тагилстроевский район — один из трёх внутригородских районов города Нижнего Тагила. Расположен в центральной и северной частях города.

## История

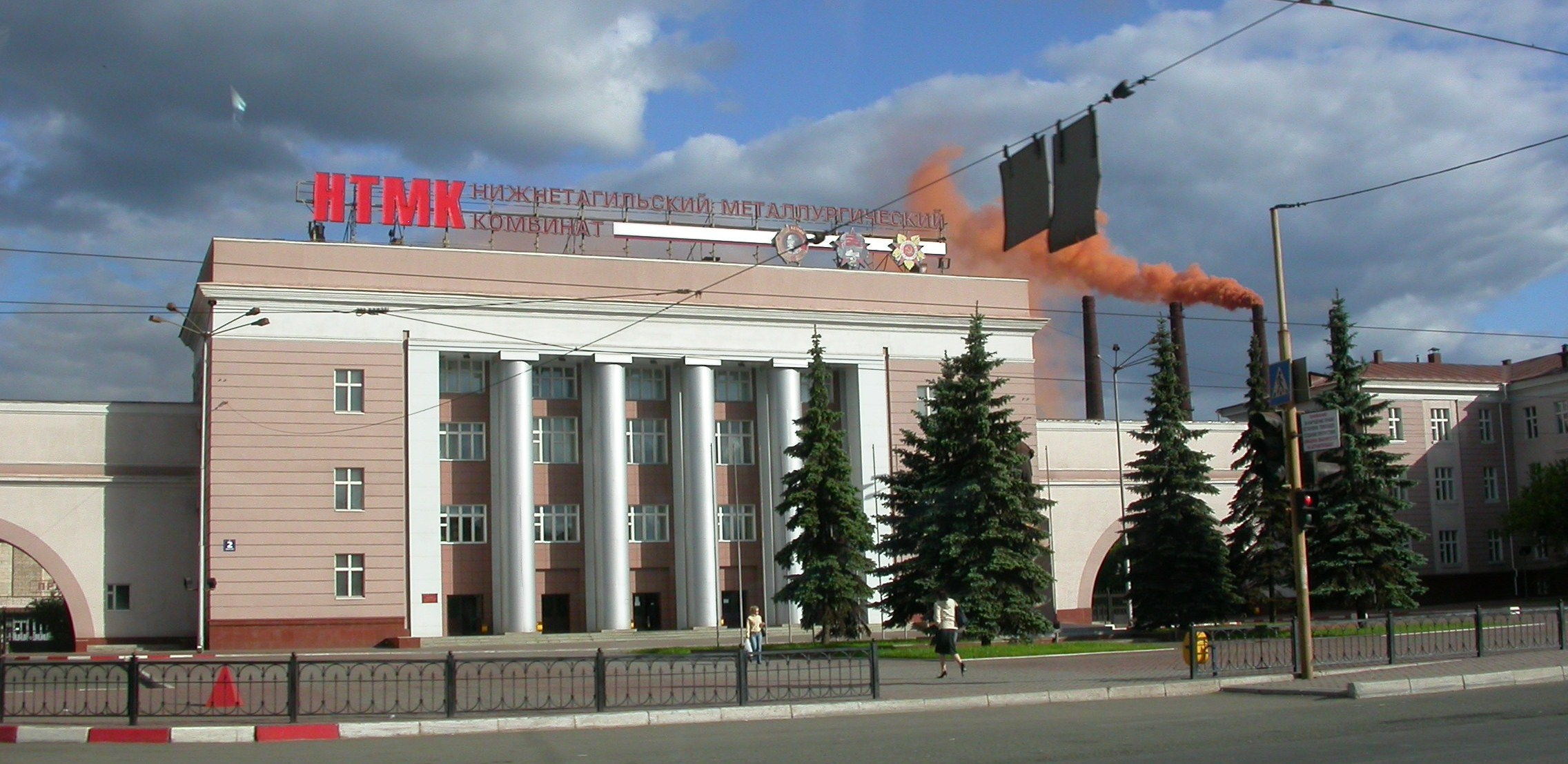
Нижнетагильский металлургический комбинат

Тагилстроевский район был основан в 1931 году, когда для строительства Новотагильского завода приехали первые 23 рабочих. Вместе с Новотагильским металлургическим заводом началось возведение также коксохимического завода, завода огнеупоров и некоторых других подсобных предприятий, и в конце 1931 года в городе работало уже 6 тысяч человек. Для проживания такого большого количества рабочих были срочно возведены барачные рабочие поселки, в числе которых были 1-я и 2-я площадки, Домнастрой, Кокс, Пионерский, Завязовский, Лебяжка, Рудник им. III Интернационала, Кирпичный.
19 июля 1934 года в соответствии с Постановлением № 155 Президиума Нижнетагильского горсовета городской Совет Новостроек был разделён на два самостоятельных райсовета — Тагилстрой и Уралвагонстрой. Эта дата является официальным днём рождения Тагилстроевского района. Уже через несколько дней начал работать первый состав Тагилстроевского райсовета, расположенный в небольшой конторе на Федориной горе. В те времена в Тагилстроевском районе проживало около 23 тыс. человек, площадь района составляла 4322 га.
В 1934—1935 гг. в Тагилстроевском районе насчитывалось 789 домовладений барачного типа. Здесь уже работали районный отдел внутренних дел, клуб, рассчитанный на 150 мест, библиотека, 5 школ, 9 яслей, пионерский лагерь. В районе действовали 3 больницы, 3 амбулатории, 2 здравпункта. Для самых маленьких было открыто 9 яслей.
В 1932—1934 гг. в дополнение к уже работавшему стадиону «Строитель» начал работать стадион «Уралец». В городе были созданы спортивные общества «Динамо» и «Спартак», в дальнейшем к присоединились «Металлург», «Локомотив» и др. В июле 1939 г. был открыт учительский институт, впоследствии ставший педагогическим.
Новое развитие Нижний Тагил получил в годы Великой Отечественной войны, когда сюда началась массовая эвакуация предприятий рабочими и специалистами с западных областей страны. В августе 1942 года заработал завод металлоконструкций, в ноябре 1943 году была запущена телефонная станция Новотагильского металлургического завода.
В 1948 году были открыты строительный техникум и музыкальная школа № 3. В 1952 году начал работу Дворец культуры НТМК — образец архитектуры сталинского ампира.
В марте 1957 году на базе Новотагильского завода создан Нижнетагильский металлургический комбинат, ставший градообразующим предприятием города.
В 1959 году был построен кинотеатр «Красногвардеец», в 1961 году — клуб им. Гагарина.
В 1960-е гг. в городе шло массовое жилищное строительство, поставившее цель заменить бараки хорошими квартирами.
В 1971 году начал работать Нижнетагильский филиал Уральского политехнического института.

## Описание
В настоящее время Тагилстроевский район занимает 9376 гектаров. Общая численность района составляет около 140 тыс. жителей. Границы Тагилстроевского района неоднократно менялись, и в итоге в настоящее время его территории разбросаны по всему городу. Он состоит из следующих жилых районов:
- Красный Камень;
- Центр города (частично, 20 % территории);
- Новая Гальянка;
- Фотеево;
- Запрудный;
- Рудник им. III Интернационала;
- Ольховка;
- Тагилстрой;
- Смычка;
- Огнеупорный;
- Новая Кушва;
- Старая Кушва;
- Малая Кушва;
- Сухоложский (частично, 60 % территории).

В Тагилстроевском районе насчитывается 260 улиц с общей протяженностью 229 км, 4 моста через реки, 2 моста-путепровода, 2 пешеходных путепровода, 7 пешеходных мостов. В районе действуют также 4 железнодорожных моста.

## Население
| 2002     | 2009     | 2010     | 2012     | 2013     | 2014     | 2015     | 2016     |
| -------- | -------- | -------- | -------- | -------- | -------- | -------- | -------- |
| 140 474  | ↘139 144 | ↘122 569 | ↘121 781 | ↗121 812 | ↘121 767 | ↗122 089 | ↗122 125 |
| 2017     | 2018     | 2019     | 2021     |          |          |          |          |
| ↘121 906 | ↘121 372 | ↘121 099 | ↗122 263 |          |          |          |          |

## Промышленность
В районе работают 370 промышленных предприятий. Важнейшие из них:
- Нижнетагильский металлургический комбинат
- Нижнетагильский завод металлоконструкций
- Завод № 1 — производство сборного железобетона, шлакоблоков, товарного бетона и стальной арматуры
- Предприятие «Тагилстрой»
- «Коксохиммонтаж-Тагил»
- «Тагилспецстрой»

## Образование
В Тагилстроевском районе действуют 27 дошкольных учреждений, 23 школы, 4 ВУЗа, в том числе Нижнетагильский государственный социально-педагогический институт, Нижнетагильский технологический институт (филиал) УрФУ.
Среднеспециальные образовательные учреждения:
- Нижнетагильский строительный техникум;
- Нижнетагильский государственный профессиональный колледж «Самородок»;
- Нижнетагильский железнодорожный техникум;
- Горнозаводской политехникум.

В районе также есть 4 музыкальные школы 7 библиотек.

## Культура
Учреждения культуры Тагилстроевского района:
- Музей боевой славы металлургов;
- Музей-усадьба «Демидовская дача»;
- Музей Нижнетагильской Политехнической гимназии;
- Музей памяти воинов-тагильчан, погибших в локальных войнах планеты;
- Кинотеатр «Красногвардеец»;
- Дворец культуры НТМК;
- Городской дворец молодёжи;
- Городской дворец творчества юных;
- ДК железнодорожников имени Ю. А. Гагарина;
- ДК Огнеупорщиков;
- ДК Рудника им. III Интернационала.

Дворец культуры Нижнетагильского металлургического комбината
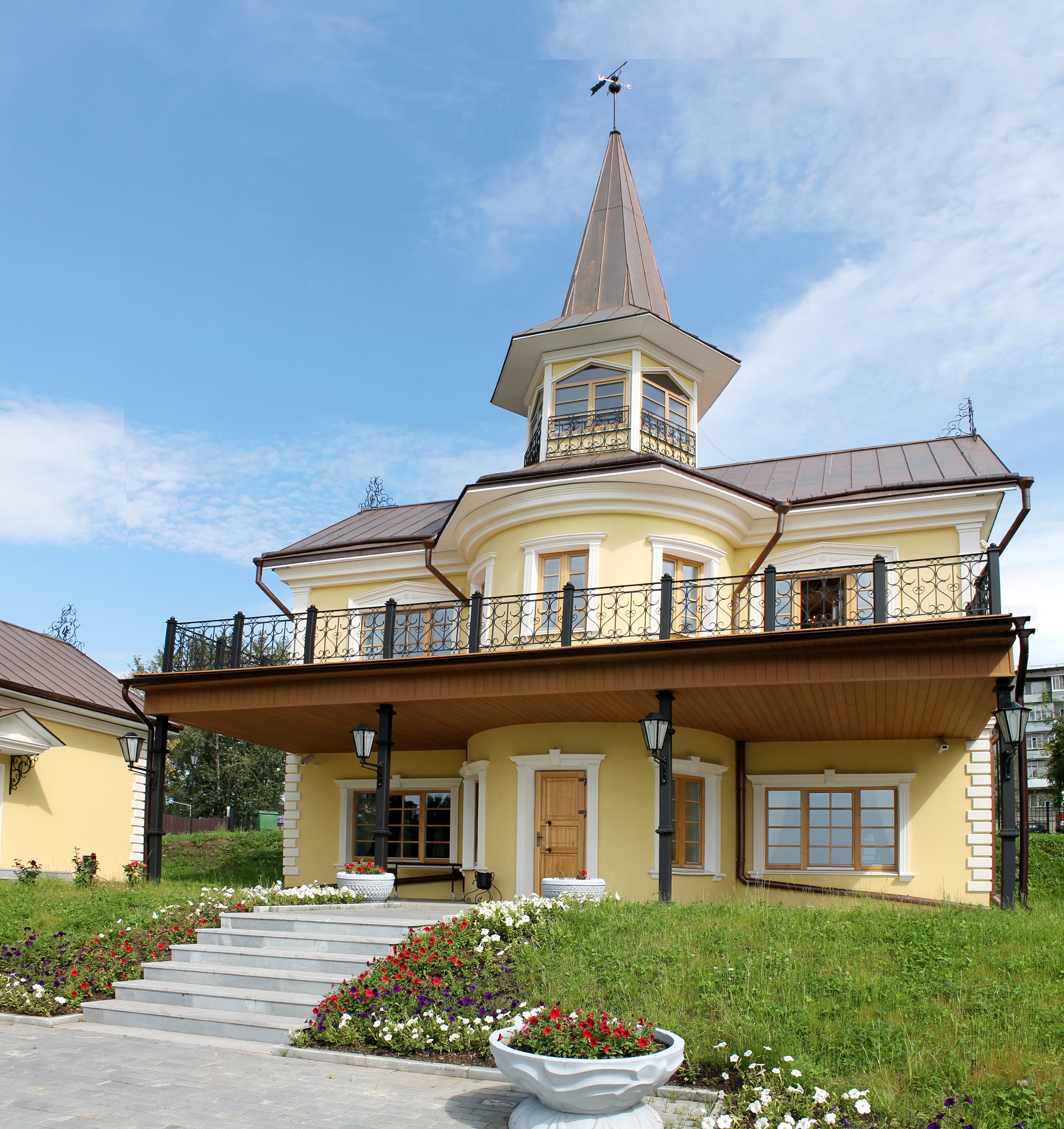
Музей-усадьба «Демидовская дача»
Музей боевой славы металлургов

## Религия
В Тагилстроевском районе расположены следующие религиозные учреждения:
- Скорбященский православный женский монастырь
  - Крестовоздвиженский собор,
  - Скорбященская церковь;
- Храм Сергия Радонежского;
- Храм Николая Чудотворца (единоверческий);
- Храм иконы Божией Матери «Живоносный источник».

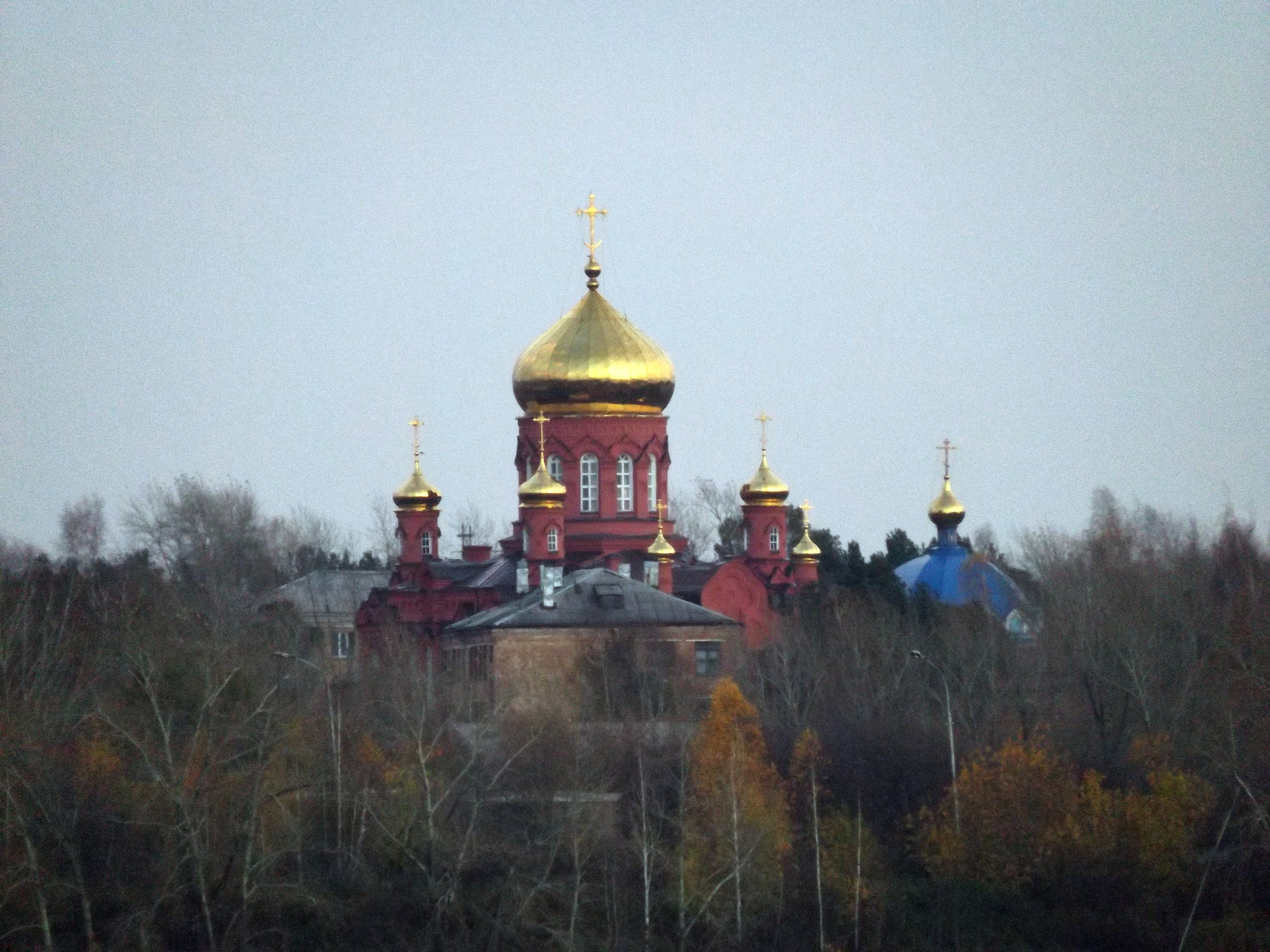
Крестовоздвиженский собор и Скорбященская церковь
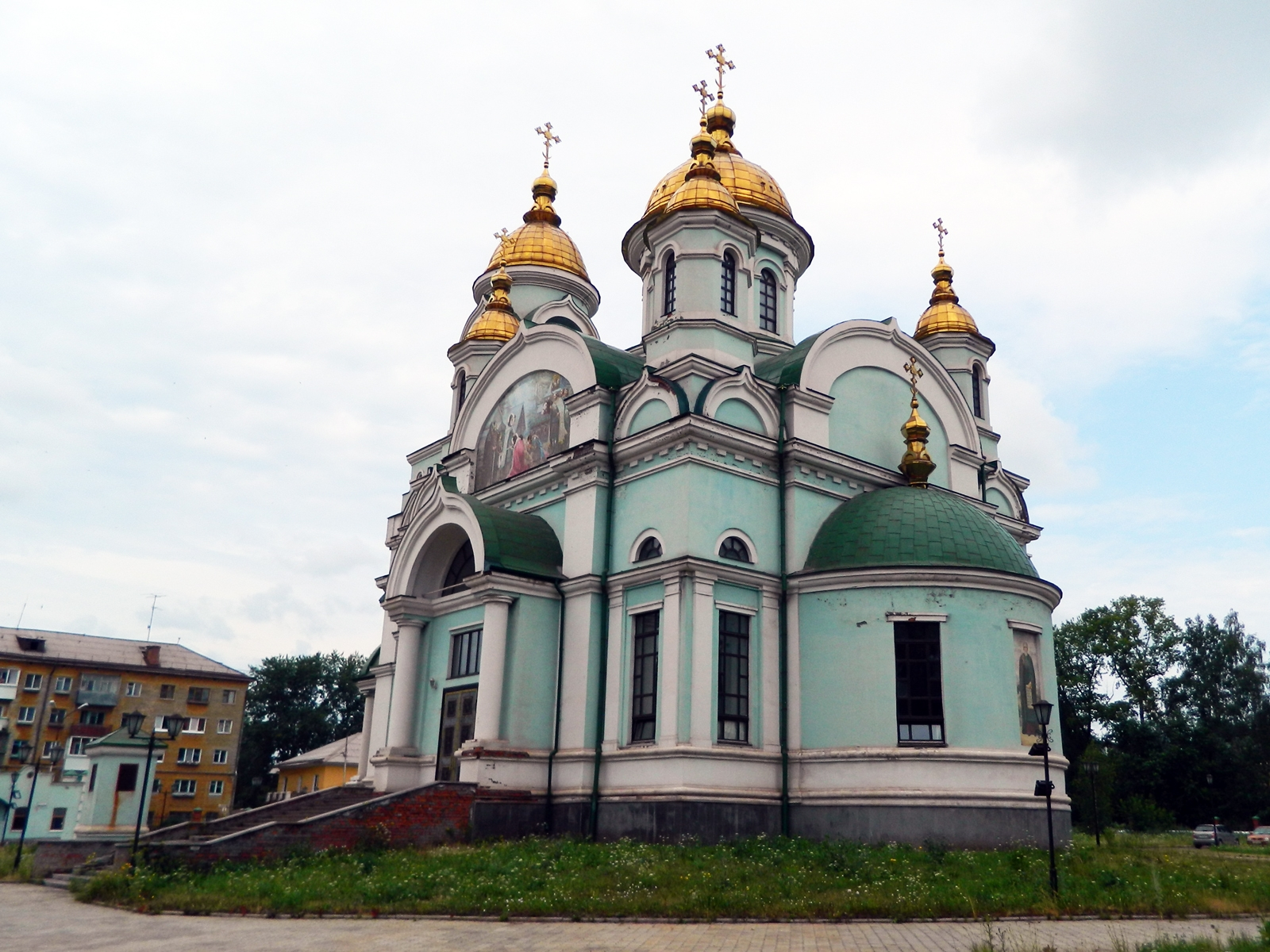
Храм Сергия Радонежского